# Escândalo de abuso sexual na Arquidiocese de Boston
O escândalo de abuso sexual na Arquidiocese de Boston foi uma série de casos de abuso sexual da Igreja Católica nos Estados Unidos da América que revelaram crimes generalizados na Igreja Católica Americana . No início de 2002, o jornal The Boston Globe publicou os resultados de uma investigação que levou à acusação criminal de cinco padres católicos romanos e colocou o abuso sexual de menores por parte do clero católico no centro das atenções nos EUA. Outro padre acusado que esteve envolvido no escândalo também se declarou culpado. A cobertura do Boston Globe encorajou outras vítimas a apresentarem alegações de abuso, resultando em numerosos processos judiciais e 249 processos criminais.